# Cordarrelle Patterson
Cordarrelle Patterson (Rock Hill, Carolina del Sur, 17 de marzo de 1991) es un jugador profesional estadounidense de fútbol americano que se desempeña en la posición de running back en Pittsburgh Steelers, equipo de la National Football League (NFL).

## Carrera
Fue seleccionado en la primera ronda en la Reunión Anual de Selección de Jugadores de la NFL de 2013. Hizo su debut profesional con el equipo Minnesota Vikings, en el cual jugó cuatro temporadas (2013-2017), después pasó por varios equipos, Las Vegas Raiders (2017-2018), New England Patriots (2018-2019), Chicago Bears (2019-2021), Atlanta Falcons (2021-2024), y finalmente a Pittsburgh Steelers, donde lleva jugando una temporada.